# Halimococcidae
Halimococcidae es una familia de insectos hemípteros en la superfamilia Coccoidea. La mayoría de las especies se encuentran en las hojas de las palmeras donde chupan la savia, pero algunas especies se encuentran en Pandanus. La familia fue designada por Brown and McKenzie en 1962 e incluye cinco géneros conocidos y veintiuna especies.

## Morfología
El cuerpo es normalmente de color marrón oscuro o negro y piramidal, aunque algunas especies son circulares o elípticas. El cuerpo está aplanado ventralmente y es convexo dorsalmente, con el extremo posterior  limitado con un opérculo que sobresale. La hembra permanece en el interior del segundo estadio mientras que se produce una endurecida testa. Las exuvias se rompen ventralmente y se desintegran, dejando a menudo detrás las porciones que se incorporan en la testa. La mayoría de las especies  no segregan cera, pero algunas especies tienen filamentos laterales.

## Ciclo de vida
Las hembras tienen tres estadios mientras que los machos normalmente tienen cinco. Todas las especies tienen una testa endurecida y se cree que todos ellos ponen sus huevos. Las orugas emergen de la testa a través de la abertura anal en la parte trasera y se dispersan. El macho se desarrolla más en la piel derramada del segundo estadio, con un prepupal y luego una fase de pupa. Se cree que aparecen varias generaciones  cada año y la hembra se cree que producen menos de diez huevos.

## Géneros
- Colobopyga
- Halimococcus
- Madhalimococcus
- Platycoccus
- Thysanococcus